# Campo de Villavidel
Campo de Villavidel  est une commune d'Espagne dans la province de León, communauté autonome de Castille-et-León. Elle s'étend sur 13,97 km2 et comptait environ 216 habitants en 2011.